# رالف إف. غيتس
رالف إف. غيتس هو محامي وسياسي أمريكي، ولد في 24 فبراير 1893 في كولومبيا سيتي في الولايات المتحدة، وتوفي بنفس المكان في 28 يوليو 1978. نشط حزبياً في الحزب الجمهوري. وقد انتخب حاكم إنديانا ‏ (8 يناير 1945 – 10 يناير 1949).